# Lucy Everest Boole
 Lucy Everest Boole (* 5. August  1862 in Cork, Irland; † 5. Dezember 1904 in England) war eine irische Chemikerin und Pharmazeutin. Sie war die erste Professorin an der London School of Medicine für Frauen im Royal Free Hospital und das erste weibliche Mitglied des Royal Institute of Chemistry.

## Leben und Werk
Everest Boole wurde als vierte von fünf Töchtern der autodidaktischen Mathematikerin Mary Everest Boole und des Mathematikers George Boole geboren. Ihre Schwester Alicia Boole Stott war Mathematikerin und ihre Schwester Ethel Lilian Voynich war Schriftstellerin. Ihr Vater starb 1864 und hinterließ die Familie mittellos. Danach kehrte die Familie nach England zurück, wo ihre Mutter Bibliothekarin am Queens’ College in London wurde. Sie studierte an einer Schule des Queen’s College, London, erhielt aber keine College Ausbildung. 1881 wurde sie Demonstratorin und 1883 Dozentin für Chemie an der Barts and The London School of Medicine and Dentistry. Von 1983 bis 1888 besuchte sie die Schule der Royal Pharmaceutical Society, wo sie im Rahmen ihrer Ausbildung zur Apothekerin Chemie studierte und 1888 als zweite Frau die Hauptprüfung bestand.
Kurz danach wurde sie wissenschaftliche Mitarbeiterin von Wyndham Dunstan, einem Chemieprofessor der Royal Pharmaceutical Society und Direktor des Imperial Institute in London.  Sie veröffentlichte gemeinsam mit Dunstan und verfasstes als erste Frau eine Veröffentlichung über Forschung auf dem Gebiet der Pharmazie mit.  In dieser Arbeit schlug sie eine neue Analysemethode für Zahnstein unter Verwendung gravimetrischer Techniken im Gegensatz zu den vorherigen volumetrischen Techniken vor. Trotz der starken Kritik an ihrem Vorschlag wurde diese Methode von 1898 bis 1963 zur offiziellen Testmethode im nationalen Arzneibuch des Vereinigten Königreichs British Pharmacopeia. Sie  lehrte an der London School of Medicine für Frauen und war die erste Professorin für Chemie am Royal Free Hospital in London.  1894 wurde sie das erste weibliche Mitglied des Royal Institute of Chemistry.
Obwohl sie 1897 krank wurde, setzte sie ihre Arbeit fort. 1901 hielt sie sich laut Volkszählung als Patientin im Cranham Sanatorium in Gloucester auf. Sie heiratete nie und lebte mit ihrer Mutter in Notting Hill, London.

## Veröffentlichungen (Auswahl)
- mit Wyndham Rowland Dunstan: An enquiry into the nature of the vesicating constituent of croton oil. Proceedings of the royal society of London, 1896